# Aeroporto di Hyakuri

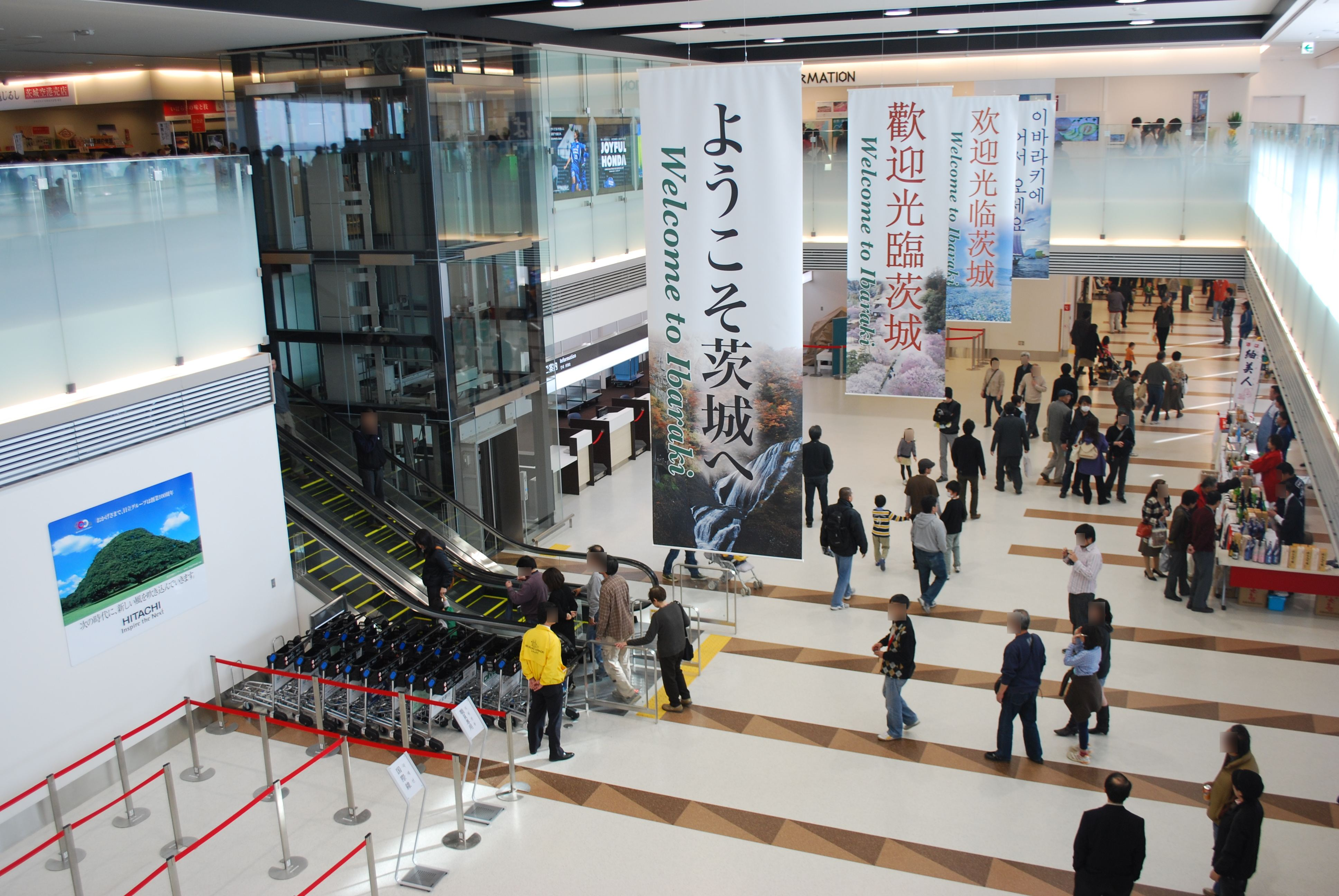
Interno del terminal passeggeri

L'Aeroporto di Hyakuri (百里飛行場?, Hyakuri Hikōjō) (IATA: IBR, ICAO: RJAH), noto con il nome commerciale di Aeroporto di Ibaraki, è un aeroporto situato nella città di Omitama, nella prefettura di Ibaraki, Giappone.

## Uso
Serve sia come base aerea per JASDF che, dal 2010, come aeroporto civile, con il nome commerciale di Aeroporto di Ibaraki.
L'impianto si trova a circa 85 km a nord di Tokyo, e viene principalmente impiegato come terminal per compagnie low cost in alternativa agli aeroporti maggiori di Tokyo di Narita e Haneda.

## Statistiche
Questo grafico non è disponibile a causa di un problema tecnico.
Si prega di non rimuoverlo.
Vedi la query Wikidata di origine.